# 니시고이촌
니시고이촌(西五位村)은 도야마현 니시토나미군에 있던 촌이다. 현재 다카오카시 후쿠오카마치 오야베강 좌안 서쪽 니시고이 지구에 해당한다. 

## 역사
- 1889년 4월 1일 - 정촌제 시행에 의해  도나미군 니시고이촌이 성립하였다.
- 1896년 4월 1일 - 군 개편에 의해 도나미군이 분할해 니시토나미군이 성립에 의해 니시토나미군에 속하게 되었다.
- 1954년 8월 1일 - 고이야마촌과 합병해 후쿠오카정이 성립하였다.

## 참고문헌
- 大日本篤農家名鑑編纂所編『大日本篤農家名鑑』大日本篤農家名鑑編纂所、1910年。
- 高崎雅雄編『大日本医師名簿』光明社、1925年。
- 『市町村名変遷辞典』東京堂出版、1990年。